# Palazzo De Vitale
Il Palazzo De Vitale è un edificio d'interesse storico e architettonico di Napoli, ubicato in via Montesanto nel quartiere Avvocata.
In un disegno di Bartolomeo Picchiatti, redatto tra il 1640 e il 1643 e tratto da una pianta precedente, l'intero isolato è contrassegnato con una lettera L, con la specificazione in legenda di "Palagio di Tomaso Aniello De Leone". Fu certamente interessato da più cambi di proprietà nei decenni a venire, fino ad arrivare nella prima metà del XVIII secolo a uno scorporamento in due distinte unità edilizie. Infatti, in una "pianta delle strade in giro la chiesa di Santa Maria di Montesanto", risalente alla metà del Settecento, la porzione di suolo (in angolo con vico Spezzano) relativa a questo palazzo viene indicata come di proprietà del consigliere regio Vitale De Vitale; mentre l'altra porzione (in angolo con la Salita Tarsia) su cui sorge il fabbricato contiguo (attualmente al civico 56 di via Montesanto) appartiene al barone Francesco Bassano.
Il palazzo, di quattro piani, si presenta come una buona architettura settecentesca, nonostante le dimensioni non molto vaste. Sui prospetti esterni le finestre dei tre piani superiori sono sormontate da mosse cornici in stucco di gusto rococò. Alla base della facciata si apre un pregevole portale in piperno ricoperto da bugne intagliate. Oltrepassato l'androne, ci si trova nel piccolo cortile, chiuso sul fondo da una bella scala aperta dall'unica arcata ribassata dalla forma mistilinea.
L'edificio è attualmente adibito ad abitazioni private. Infine è da constatare la differenza tra il buono stato conservativo del cortile e della scala e le condizioni degradate dei prospetti esterni.